# Национальный олимпийский комитет Кот-д’Ивуара
Национальный олимпийский комитет Кот-д’Ивуара (фр. Comité national olympique de Côte d'Ivoire) — организация, представляющая Кот-д’Ивуар в международном олимпийском движении. Основан в 1962 году, зарегистрирован в МОК в 1963 году.
Штаб-квартира расположена в Абиджане. Является членом Международного олимпийского комитета, Ассоциации национальных олимпийских комитетов Африки и других международных спортивных организаций. Осуществляет деятельность по развитию спорта в Кот-д’Ивуаре.